# Albert Sidney Burleson
Albert Sidney Burleson (San Marcos, 7 giugno 1863 – San Marcos, 24 novembre 1937) è stato un politico statunitense.

## Biografia
Fu il quarantacinquesimo direttore generale delle poste degli Stati Uniti sotto il presidente degli Stati Uniti d'America Thomas Woodrow Wilson (ventottesimo presidente).
Nato nello stato del Texas i suoi genitori furono Edward Burleson (1826 - 1877) e Emma Lucy Kyle Burleson (1832 - 1877). Studiò alla Baylor University, Waco e poi legge all'University of Texas at Austin
Sposò Adele Lubbock Steiner Burleson (1863 - 1948), con cui ebbe numerosi figli fra cui:
- Laura Schley Burleson Negley (1890 - 1973)
- Steiner Burleson (1892 - 1899)
- Lucy Kyle Burleson Grimes (1894 - 1967)
- Sydney Adele Burleson Smith (1897 - 1995)

Alla sua morte il corpo venne seppellito all'Oakwood Cemetery ad Austin